# 美国医学物理协会
美国医学物理协会（American Association of Physicists in Medicine），为一个医学物理领域的学术性组织。总部位于美国马里兰州学院公园。美国医学物理协会为美国物理协会成员。

## 出版物
- 《医学物理》